# Schumanniophyton
Schumanniophyton, biljni rod iz porodice broćevki raširen po tropskoj Africi. Postoje tri priznate vrste (drveće), od kojih se barem jedna koristi u etnomedicini, to je Schumanniophyton magnificum

## Vrste
1. Schumanniophyton hirsutum (Hiern) R.D.Good
2. Schumanniophyton magnificum (K.Schum.) Harms
3. Schumanniophyton problematicum (A.Chev.) Aubrév.

## Sinonimi
- Chalazocarpus Hiern; Cat. Welw. Afr. Pl. 1: 464 (1898)
- Assidora A.Chev.; Compt. Rend. Acad. Sci., Paris, ccxxvi. 1116 (1948)
- Tetrastigma K.Schum.; Bot. Jahrb. Syst. 23: 444 (1896)